# Gustav Wolf (Maler)

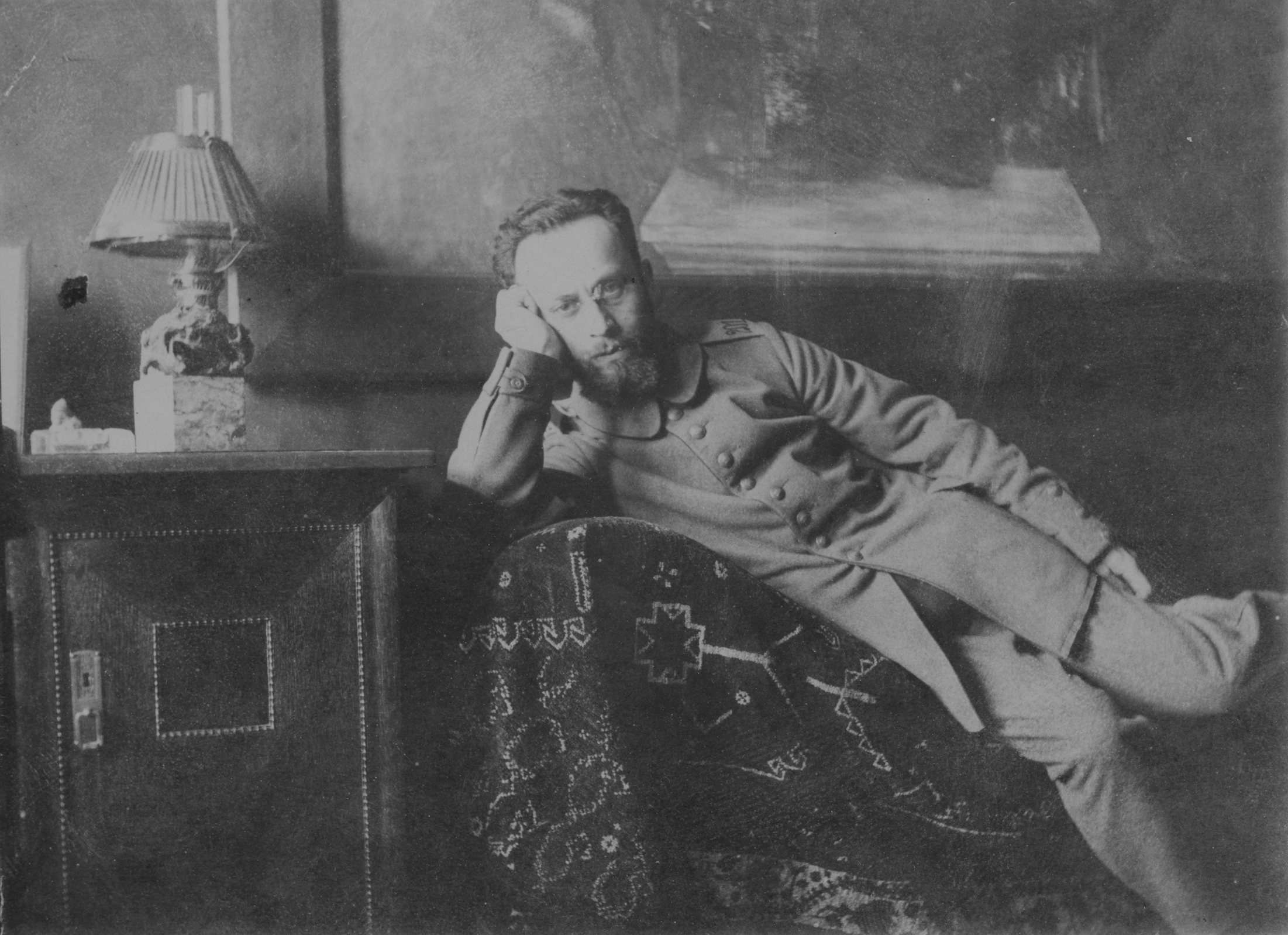
Gustav Wolf (um 1918)

Gustav Wolf (geb. 26. Juni 1887 in Östringen; gest. 18. Dezember 1947 in Greenfield, USA) war ein deutscher Maler, Grafiker und Holzschneider.

## Leben

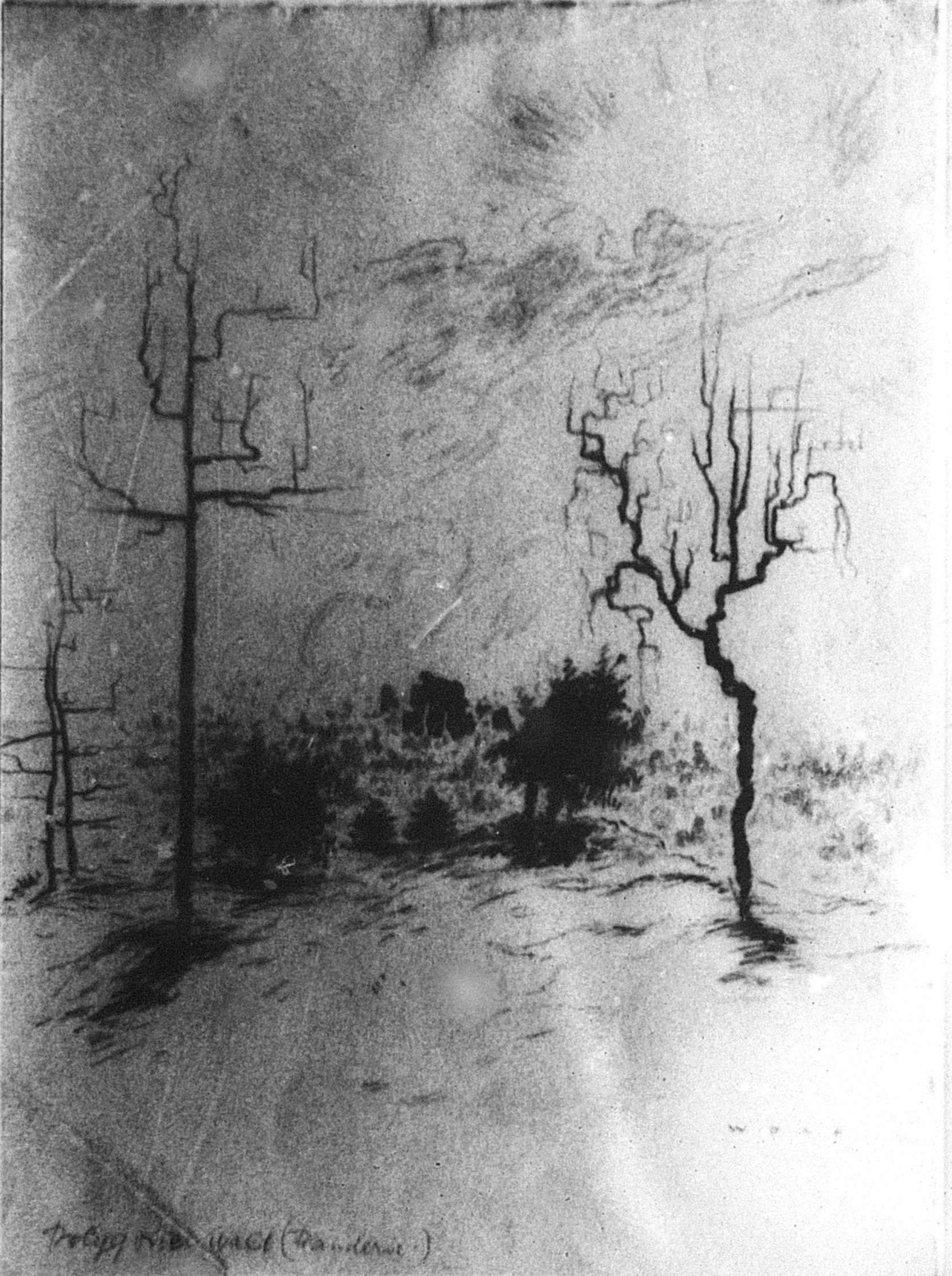
Polygonenwald in Flandern im Ersten Weltkrieg

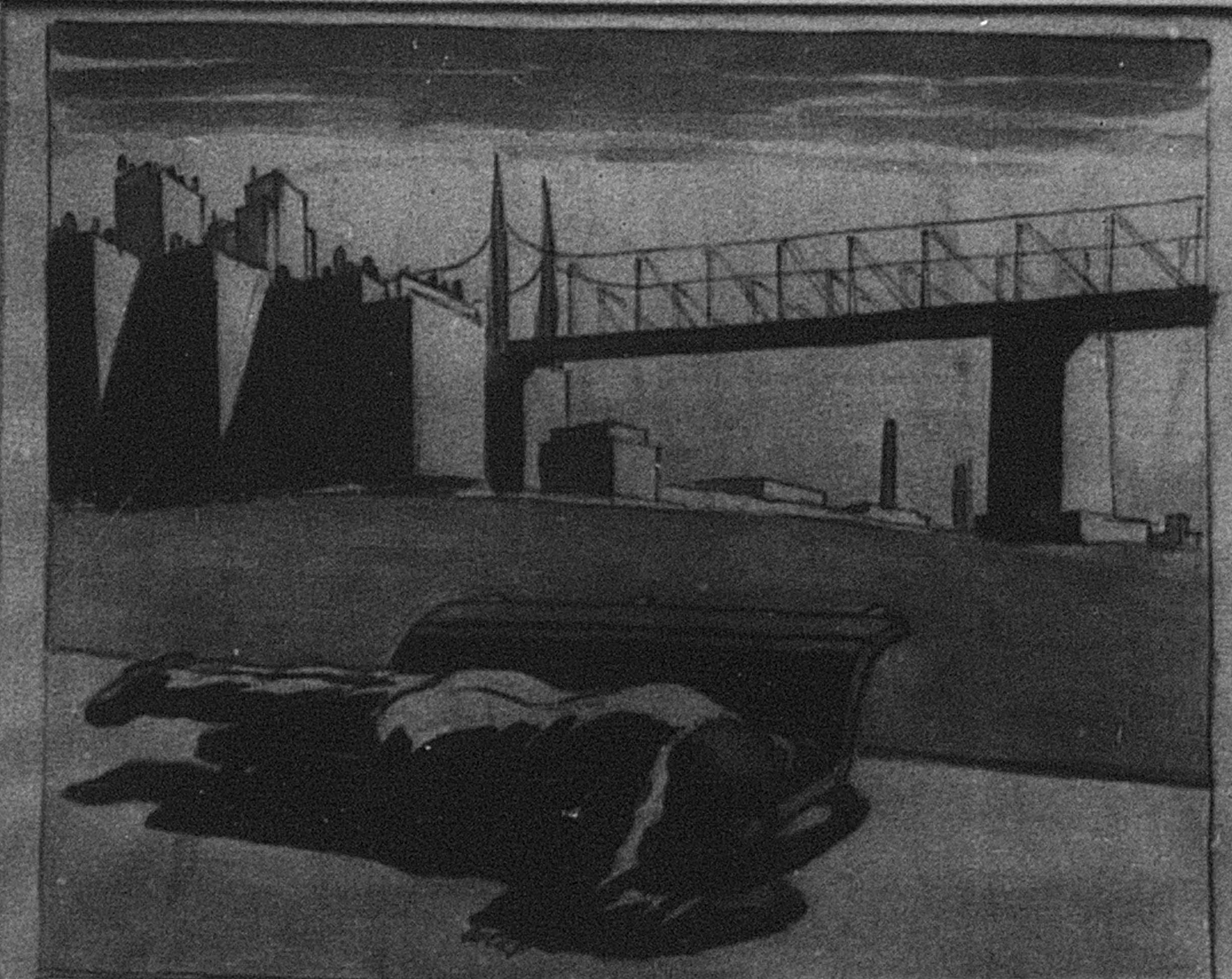
Ohne Titel (1938/42)

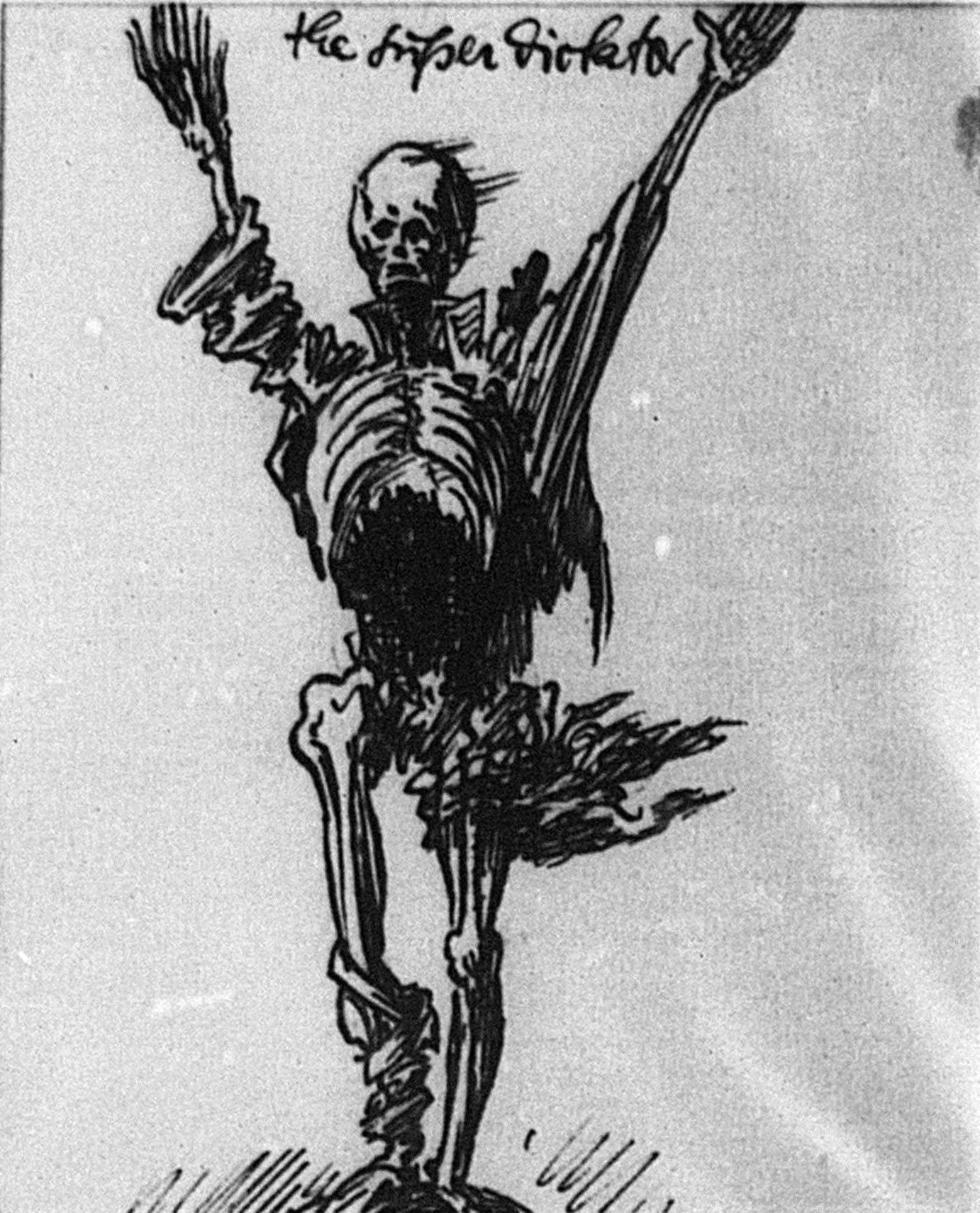
The superdictator (1945)

Ersten Privatunterricht erhielt Gustav Wolf bei der Karlsruher Malerin Emilie Stephan. Ab 1904 studierte Wolf an der Kunstgewerbeschule in Karlsruhe, wo er Schüler von Hans Thoma war. Im Jahr 1916 wurde er Kunstlehrer in Schwerin und 1921 gründete er in Heidelberg, unter anderem mit Richard Benz, die Gemeinschaft Die Pforte, die Bücher, Plakate und andere Druckwerke nach eigenen Vorstellungen herausgab. 1920/21 unterrichtete Gustav Wolf Grafik als Professor an der Landeskunstschule Karlsruhe.
Wegen des Antisemitismus und der Judenverfolgung in der Zeit des Nationalsozialismus musste Gustav Wolf, der jüdischer Abstammung war, 1938 in die USA emigrieren und entging so dem Holocaust. Dort war er weiterhin als Künstler tätig und lebte bis 1942 in New York. In seinen letzten Lebensjahren zog er mit seiner Frau in eine Künstlerkolonie. Er starb mit 60 Jahren in den USA, nachdem er sich schon Gedanken über eine Rückkehr nach Deutschland gemacht hatte.

## Gustav-Wolf-Kunstgalerie
Nach umfassender Sanierung eines der ältesten Fachwerkhäuser in Östringen wurde die Gustav-Wolf-Kunstgalerie im Herbst 1994 eröffnet, die den künstlerischen Nachlass von Gustav Wolf bewahrt.